# Рейчел Вайоллет
Рейчел Вайоллет (англ. Rachel Viollet; нар. 11 лютого 1972) — колишня британська тенісистка.
Найвищу одиночну позицію світового рейтингу — 173 місце досягла 15 липня 1996, парну — 367 місце — 14 серпня 1989 року.
Найвищим досягненням на турнірах Великого шолома було 2 коло в одиночному розряді.

## Фінали ITF

### Одиночний розряд (1-1)
| Результат | Ранг | Дата           | Турнір                         | Покриття | Суперниця    | Рахунок  |
| --------- | ---- | -------------- | ------------------------------ | -------- | ------------ | -------- |
| Перемога  | 1.   | 28 серпня 1995 | Сан-Сальвадор, Сальвадор       | Ґрунт    | Джоанн Мур   | 6–3, 6–0 |
| Поразка   | 2.   | 6 серпня 2000  | Гаррісонсбург (Вірджинія), США | Ґрунт    | Мішелл Дассо | 3–6, 4–6 |

### Парний розряд (1–1)
| Результат | Ранг | Дата          | Турнір                      | Покриття   | Партнерка        | Суперниці                         | Рахунок     |
| --------- | ---- | ------------- | --------------------------- | ---------- | ---------------- | --------------------------------- | ----------- |
| Перемога  | 1.   | 16 липня 1989 | Дублін, Ірландія            | Трава      | Барбара Гріффітс | Паскалле Дрюйтс Кора Ліннеман     | 6–3, 6–4    |
| Поразка   | 2.   | 8 лютого 1997 | Сандерленд, Велика Британія | Тверде (i) | Меґан Міллер     | Ширлі-Енн Сіддалл Аманда Вейнрайт | 6–7(2), 4–6 |